# EPGN
EPGN (англ. Epithelial mitogen) – білок, який кодується однойменним геном, розташованим у людей на короткому плечі 4-ї хромосоми.  Довжина поліпептидного ланцюга білка становить 154 амінокислот, а молекулярна маса — 17 091.
| 10         |  | 20         |  | 30         |  | 40         |  | 50         |
| ---------- |  | ---------- |  | ---------- |  | ---------- |  | ---------- |
| MALGVPISVY |  | LLFNAMTALT |  | EEAAVTVTPP |  | ITAQQGNWTV |  | NKTEADNIEG |
| PIALKFSHLC |  | LEDHNSYCIN |  | GACAFHHELE |  | KAICRCFTGY |  | TGERCEHLTL |
| TSYAVDSYEK |  | YIAIGIGVGL |  | LLSGFLVIFY |  | CYIRKRCLKL |  | KSPYNVCSGE |
| RRPL       |  |            |  |            |  |            |  |            |

A: Аланін

C: Цистеїн

D: Аспарагінова кислота

E: Глутамінова кислота

F: Фенілаланін

G: Гліцин

H: Гістидин

I: Ізолейцин

K: Лізин

L: Лейцин

M: Метіонін

N: Аспарагін

P: Пролін

Q: Глутамін

R: Аргінін

S: Серин

T: Треонін

V: Валін

W: Триптофан

Кодований геном білок за функцією належить до факторів росту. 
Задіяний у такому біологічному процесі як альтернативний сплайсинг. 
Локалізований у мембрані.
Також секретований назовні.